# Prikljutjenija Sjerloka Kholmsa i doktora Vatsona: Sobaka Baskervilej
 For alternative betydninger, se Sherlock Holmes (flertydig). (Se også artikler, som begynder med Sherlock Holmes)
Prikljutjenija Sjerloka Kholmsa i doktora Vatsona: Sobaka Baskervilej (russisk: Приключения Шерлока Холмса и доктора Ватсона: Собака Баскервилей, da.: Sherlock Holmes' og Dr. Watsons eventyr: Baskervilles hund) er en sovjetisk tv-film fra 1981 instrueret af Igor Maslennikov.
Filmen er den tredje i en serie på i alt fem tv-film om Sherlock Holmes produceret af Lenfilm og instrueret af Igor Maslennikov. Filmen er baseret på Arthur Conan Doyle roman fra 1902 Baskervilles Hund.
Udover Livanov og Solomin, der spiller Holmes og Watson, medvirker i filmen en række internationalt anerkendte skuespillere, som Nikita Mikhalkov og Oleg Jankovskij.

## Medvirkende
- Vasilij Livanov som Sherlock Holmes
- Vitalij Solomin som Dr. Watson
- Rina Zeljonaja som Mrs. Hudson
- Borislav Brondukov som Inspector Lestrade
- Irina Kuptjenko som Beryl Stapleton
- Nikita Mikhalkov som Sir Henry Baskerville
- Jevgenij Steblov som Dr. Mortimer
- Oleg Jankovskij som Stapleton
- Aleksandr Adabasjan som Barrymore